# Fowl Guts Creek
Fowl Guts Creek (dt.: „Wasservogel-Eingeweide-Bach“) ist ein Fluss in Belize. Der Fluss verläuft im Norden des Stann Creek District.

## Geographie
Der Fluss entspringt im Westen in den Ausläufern der Maya Mountains, tritt aber bald in die Küstenebene ein und verläuft in wilden Mäandern nach Osten, wo er den Southern Highway passiert und in der Nähe von Commerce Bight Village von rechts und Südwesten in den Freshwater Creek mündet.